# ماريو سبيروني
ماريو سبيروني (Mario Sperone) ؛ (بريوكا بمقاطعة كونيو، 1 يوليو 1905 - 1975)، لاعب كرة قدم إيطالي سابق ومدرب كرة قدم إيطالي سابق.
بدأ مسيرته الكروية مع نادي تورينو في عام 1923، ولعب معهم حتى عام 1932، وشارك معهم في 143 مباراة وسجل هدف واحد.
و بدأ مسيرته التدريبية مع نادي تورينو في موسم 1947/1948، وفي عام 1949 درب نادي لاتسيو، واستمر معهم حتى عام 1951، وفي موسم 1951/1952 درب نادي تورينو، وفي موسم 1952/1953 درب نادي إيه سي ميلان، وفي موسم 1953/1954 انتقل إلى تدريب نادي لاتسيو، وفي موسم 1954/1955 درب نادي باليرمو.